# Oudelande
Oudelande is een klein dorp en voormalige gemeente (tot 1970) in de gemeente Borsele, in de Nederlandse provincie Zeeland. Het dorp heeft 680 inwoners (1 januari 2023).
De heren van Baarland, het naburige dorp, hadden vroeger veel invloed in Oudelande, zij legden belastingen en andere verplichtingen op.
De protestantse Sint-Eligiuskerk van het dorp dateert uit de 15e eeuw, de toren werd gebouwd omstreeks 1400. Bijzonder is dat de wijzerplaten niet in het midden van de torengevels zitten. De klokken zijn in de oorlog in beslag genomen, maar later teruggevonden en opnieuw geplaatst. 

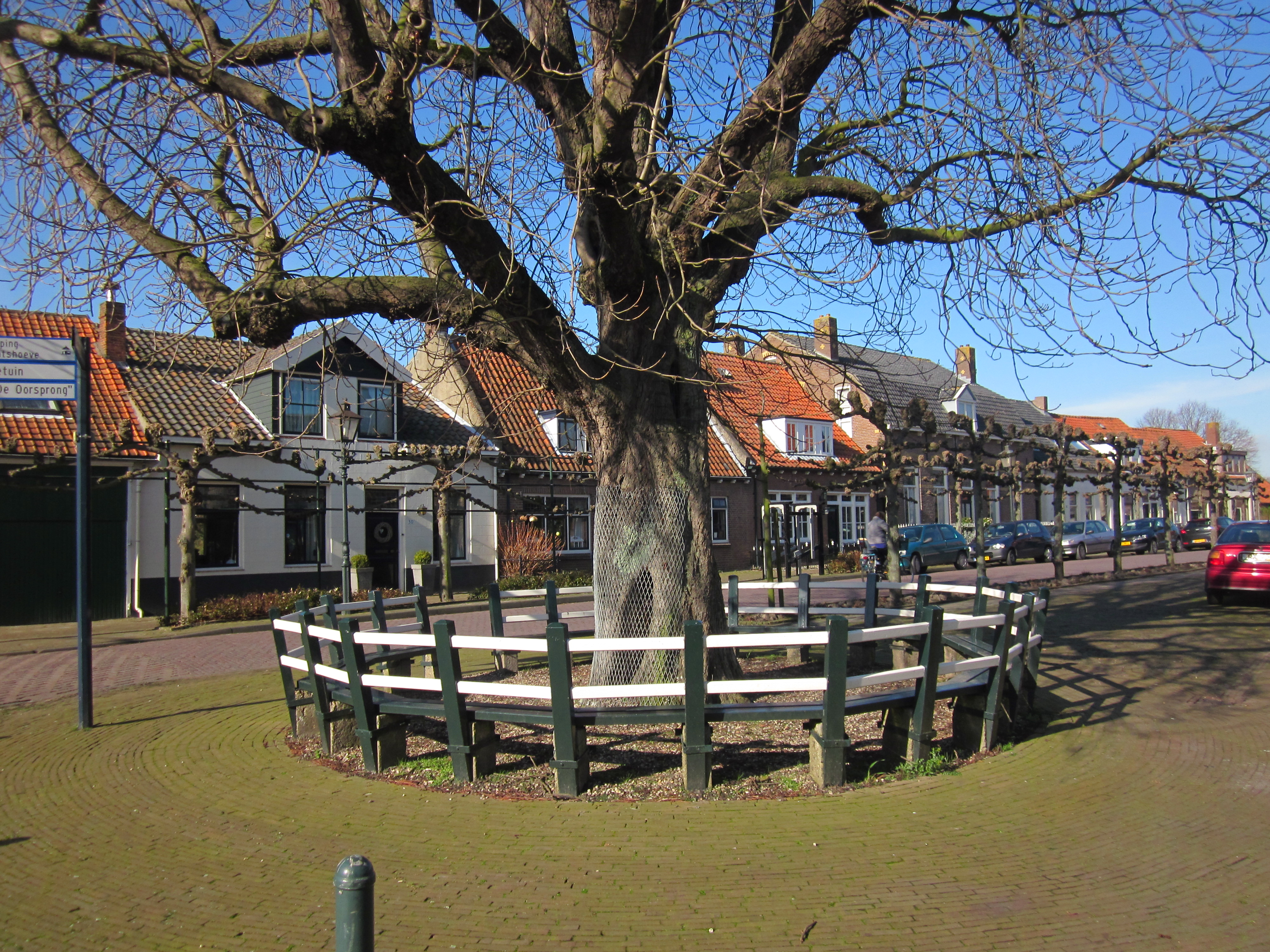
De 'klapbanke' in het centrum van het dorp

Naast de kerk staat rond een kastanjeboom de "klapbanke", bankjes waar de dorpsroddels worden uitgewisseld. Karakteristiek zijn de leilinden in de straten rond de kerk.
Tijdens de watersnood van 1953 liep het dorp gedeeltelijk onder. 3 inwoners van Oudelande verdronken die nacht.

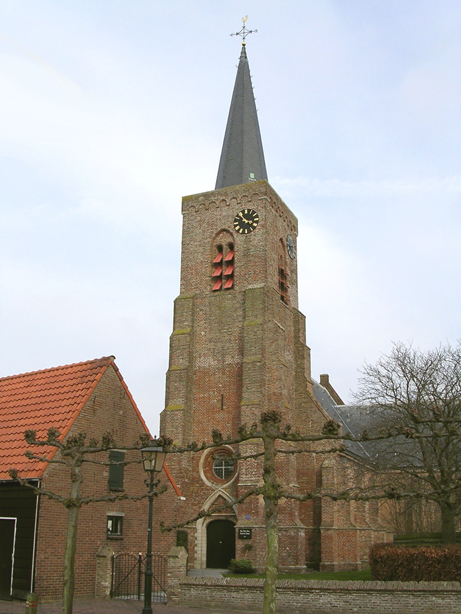
Protestantse kerk

Ten noorden van Oudelande ligt een voormalig stationnetje van de stoomtrein Goes - Borsele. Hoewel het spoor tot Oudelande er nog ligt, is de dienst op deze toeristische spoorweg beperkt tot Baarland. Rond het dorp liggen fruitbomenvelden, met vooral appelbomen, en akkers.
In het dorp zijn sinds 2007 vrijwel geen verkeersborden te vinden. Dit is bewust gedaan om het aanzicht van het dorp te verfraaien, naar een idee van de dorpsraad dat door de gemeente is overgenomen. In 2009 stelde de gemeenteraad van Borsele dat de proef geslaagd is en dat Oudelande voortaan vrij van verkeersborden blijft.